# Тахталыдаг
Тахталыдаг (тур. Tahtalı Dağları) — гора в Турции вблизи Кемера в горной системе Западный Тавр. Высота над уровнем моря — 2375 м.
Название Тахталы означает в переводе с турецкого «дощатая», «с досками». В античное время гора называлась Оли́мп (др.-греч. Ὄλυμπος) или Феникунт (Φοινικοῦς).
Гора доминирует в пейзаже вокруг Кемера. Между Антальей и Финибахче её можно видеть в качестве доминирующего пика горного хребта Бейдаглары. Близость к побережью Средиземного моря делает её видимой для моряков.
Она является самой высокой горой в парке Олимпос-Бейдаглары. С ноября по июнь гора покрыта льдом и снегом. Весной этот снег часто окрашивается в красноватый оттенок ветрами Сахары, а летом, из-за облаков, которые затемняют гору, это видно не часто.

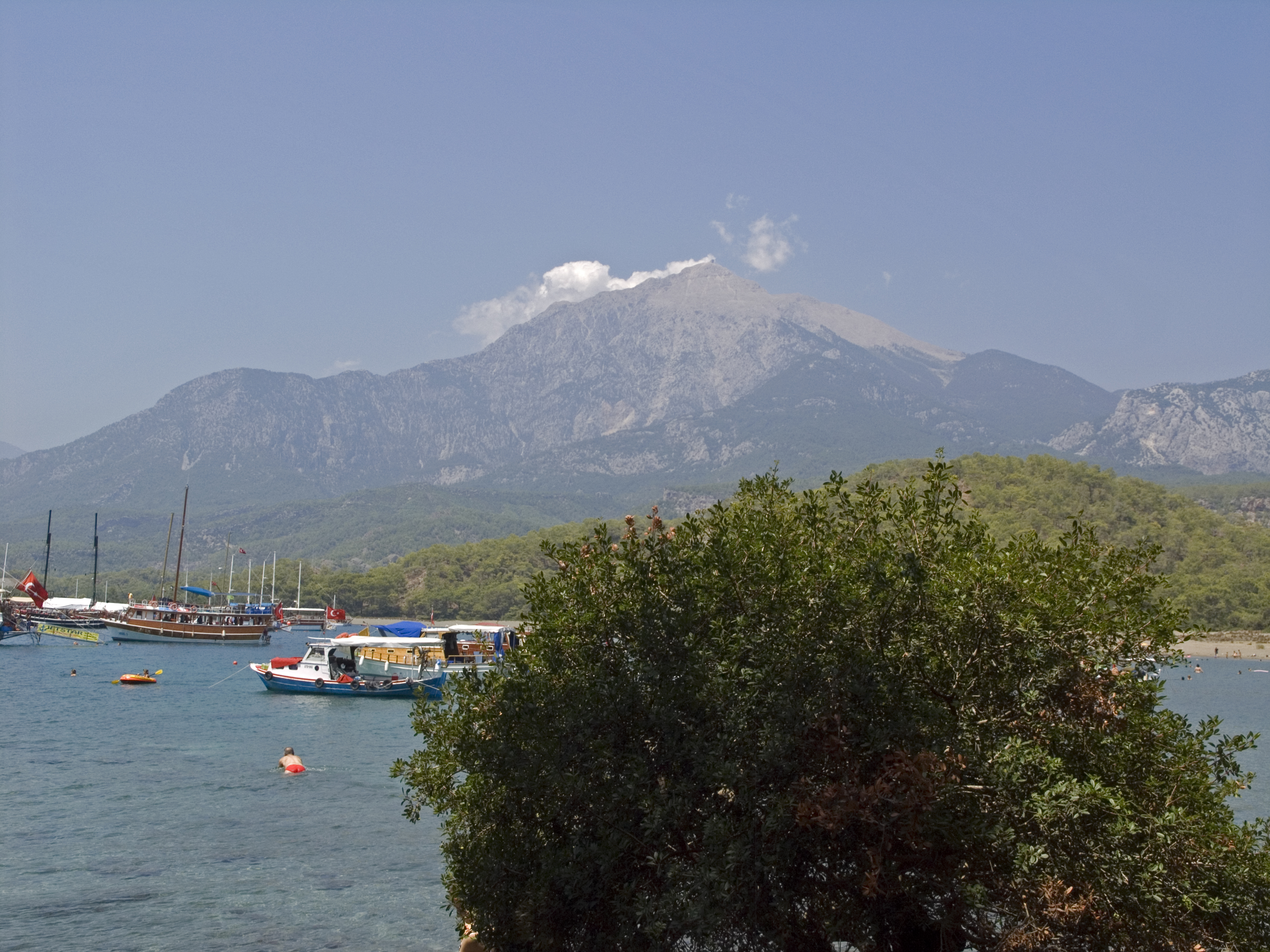
Вид на гору Тахталы из Фазелиса

Растительность исчезает с высоты около 1900 метров. Канатная дорога на вершину Тахталы «Olympos Teleferik» введена в эксплуатацию с июня 2007 года.
Также на гору Тахталы совершают восхождения в составе прохождения Ликийской тропы.
На горе находился дом вождя киликийских пиратов Зеникета, который контролировал Корик, Фаселиду и значительную часть Памфилии. После того, как Публий Сервилий Ватия Исаврик захватил гору, Зеникет сжёг себя и свой дом.